# Rudolf Carnap
Rudolf Carnap (Ronsdorf, Alemania, 18 de mayo de 1891-Santa Mónica, 14 de septiembre de 1970) fue un filósofo y físico alemán. Desarrolló su actividad académica en Europa hasta 1935. A partir de esta fecha y viendo los sucesos que estaban sucediendo en la Alemania nazi, se estableció en Estados Unidos. Fue miembro del Círculo de Viena.
Destacado defensor del positivismo lógico, fue uno de los miembros más destacados del círculo de Viena.

## Vida y obra

### Primeros años

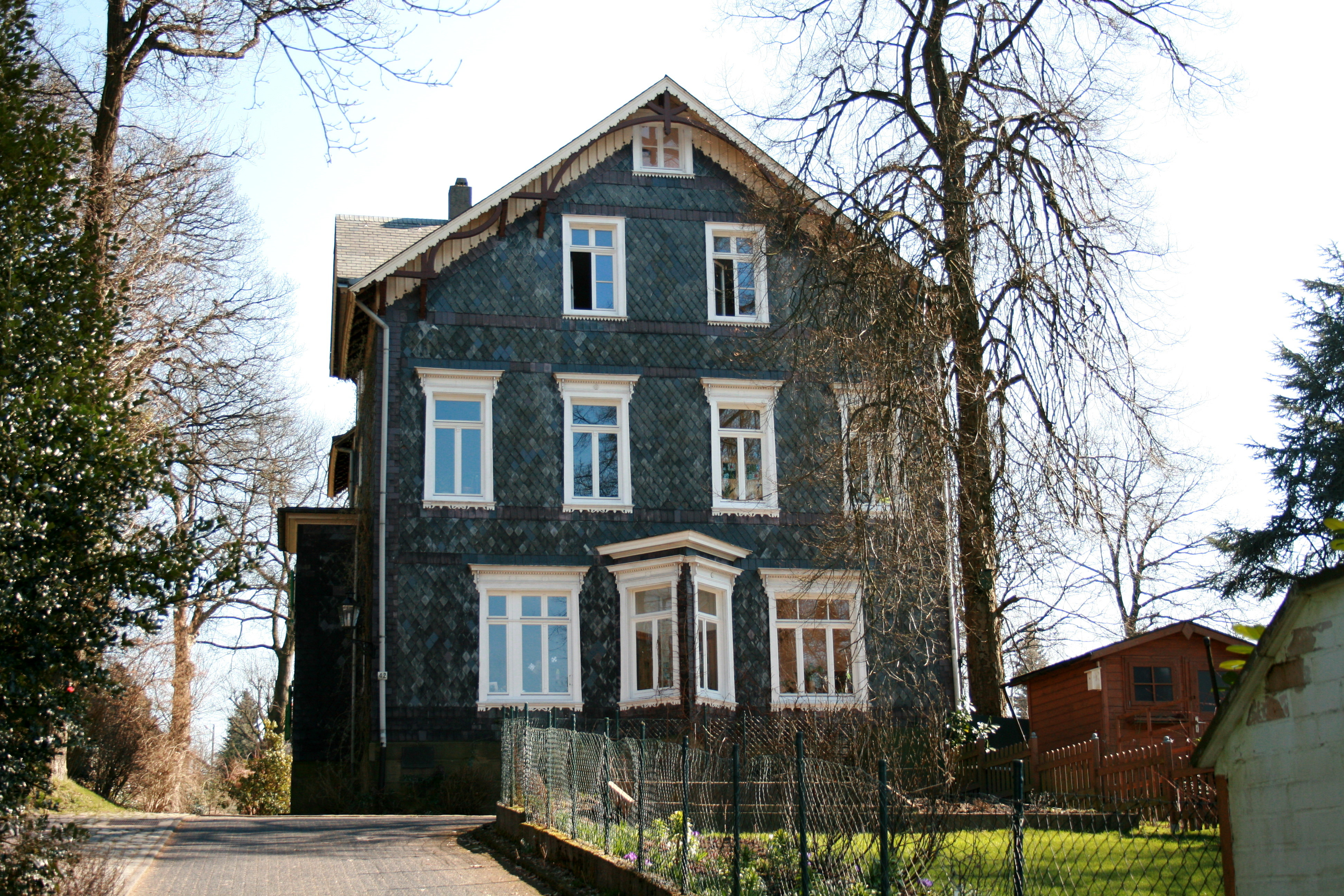
Casa natal de Carnap en Ronsdorf.

Carnap nació en el seno de una familia germano-occidental que había sido humilde hasta la generación de sus padres. Comenzó su educación formal en el Gymnasium Barmen. Desde 1910 hasta 1914, acudió a la Universidad de Jena, intentando escribir una tesis de física. Estudió también la Crítica de la razón pura de Kant en un curso impartido por Bruno Bauch, y fue uno de los escasos estudiantes que acudió a los cursos de Frege sobre lógica matemática. Después de servir en el ejército alemán durante la Primera Guerra Mundial durante tres años, se le dio permiso para estudiar Física en la universidad de Berlín durante el curso 1917-18, donde Albert Einstein acababa de ser nombrado profesor. Carnap entonces acudió a la universidad de Jena, donde escribió una tesis estableciendo una teoría axiomática del espacio y del tiempo. Recibió sendas críticas: el departamento de física dijo que era demasiado filosófico, y Bruno Bauch del departamento de filosofía dijo que era pura física. Carnap escribió entonces otra tesis, bajo la supervisión de Bauch, sobre la teoría del espacio desde un punto de vista kantiano más ortodoxo, y lo publicó como Der Raum' en un número suplementario de la revista Kant-Studien en 1922. 

### Contacto con la filosofía
En 1921, Carnap escribió una carta decisiva a Bertrand Russell, quien respondió copiando a mano largos pasajes de su Principia Mathematica en beneficio de Carnap, pues ni Carnap ni Freiburg podían permitirse una copia de este trabajo trascendental. En 1924 y 1925, acudió a seminarios impartidos por Edmund Husserl, el fundador de la fenomenología, y siguió escribiendo sobre física desde una perspectiva positivista lógica.
Carnap descubrió un espíritu afín cuando conoció a Hans Reichenbach en una conferencia en 1923. Reichenbach presentó a Carnap a Moritz Schlick, un profesor de la universidad de Viena quien ofreció a Carnap un puesto en su departamento, que aceptó en 1926. Carnap entonces se unió a un grupo informal de intelectuales vieneses al que se acabaría llamando círculo de Viena, guiado por Moritz Schlick y que incluía a Hans Hahn, Friedrich Waismann, Otto Neurath, y Herbert Feigl, con apariciones ocasionales del estudiante de Hahn, Kurt Gödel. Cuando Wittgenstein visitó Viena, Carnap se encontró con él. Él (con Hahn y Neurath) escribió el manifiesto del año 1929 del Círculo, y (con Hans Reichenbach) fundó el periódico filosófico Erkenntnis.

### Publicación de sus obras principales
En 1928, Carnap publicó dos libros importantes:
- La estructura lógica del mundo (En alemán: «Der logische Aufbau der Welt»), en el que desarrolló una versión formal rigurosa del empirismo, definiendo todos los términos científicos en términos fenomenalísticos. El sistema formal del Aufbau (como se llama normalmente a esta obra) se basó en un simple predicado dual primitivo, que se satisface si dos individuos «se parecen» entre sí. El Aufbau estaba muy influido por los Principia Mathematica, y es comparable con la metafísica mereotopológica que A. N. Whitehead desarrolló a lo largo de 1916-29. Parece, sin embargo, que Carnap pronto quedó algo desencantado con este libro. En particular, no autorizó una traducción al inglés hasta 1967.
- Pseudoproblemas de filosofía afirmaba que muchas preguntas filosóficas carecen de sentido. Esto es, la manera en que eran planteadas suponían un abuso del lenguaje. Una implicación operacional de esta radical frase se tomó para eliminar la metafísica del discurso humano responsable. Es la posición por la que Carnap fue principalmente conocido durante muchos años.

En noviembre de 1930 Carnap visitó Varsovia. Aprendió mucho del enfoque de la teoría de modelos de Tarski sobre semántica, después de una conferencia que este había dado en Viena. En 1931 Carnap fue nombrado profesor en la universidad de Praga en idioma alemán. Allí escribió el libro que iba a hacer de él el más famoso positivista lógico y miembro del Círculo de Viena, su Sintaxis lógica del lenguaje. En esta obra, Carnap adelantó su principio de tolerancia, según el cual no existe algo que pueda llamarse lenguaje o lógica «correctos» o «verdaderos». Uno es libre de adoptar la forma de lenguaje que le resulte útil a sus propósitos. En 1933, Willard Quine conoció a Carnap en Praga y discutieron la obra de este último con cierto detalle. Así comenzó un respeto mutuo que duraría toda la vida entre estos dos hombres, uno que sobrevivió a los eventuales desacuerdos de Quine con una serie de las conclusiones filosóficas de Carnap. 

### Migración a los Estados Unidos
Carnap, que no ignoraba lo que ocurriría en Europa con el tercer Reich, y cuyas convicciones socialistas y pacifistas le señalaban abiertamente, emigró a los Estados Unidos en 1935 y se convirtió en ciudadano naturalizado en 1941. Mientras tanto en Viena, Moritz Schlick fue asesinado en 1936. Desde 1936 hasta 1952, Carnap fue profesor de filosofía en la universidad de Chicago. Gracias en parte a los buenos oficios de Quine, Carnap pasó los años 1939-41 en Harvard, donde se reunió con Tarski. Carnap más tarde expresó cierta irritación sobre su época de Chicago, donde él y Charles W. Morris eran los únicos miembros del departamento comprometidos con la primacía de la ciencia y de la lógica. Los años de Carnap en Chicago fueron a pesar de todo altamente productivos. Escribió libros sobre semántica, lógica modal, llegando muy cerca de la semántica de mundos posibles actualmente considerada estándar por esa lógica que Saul Kripke propuso a partir de 1959, y sobre los fundamentos filosóficos de probabilidad e inducción.

### Últimos años
Después de un periodo en el Instituto de Estudios Avanzados de Princeton, se unió al departamento de filosofía de la UCLA en 1954. Anteriormente había declinado una oferta de un puesto similar en la universidad de California, porque para asumir el cargo debía firmar un juramento de lealtad propio del mccarthismo, una práctica a la que se oponía por principios. Mientras estaba en la UCLA, escribió sobre conocimiento científico, la distinción analítico-sintético, y el principio de verificación. Sus escritos sobre termodinámica y sobre las bases de la probabilidad y la inducción, se publicaron tras su muerte en 1970.

## Vida personal
Carnap fue autodidacta del esperanto cuando solo tenía catorce años, y siempre sintió simpatía hacia este idioma. Más tarde acudió al Congreso Universal de Esperanto en 1908 y 1922, y empleaba el idioma mientras viajaba.
Carnap tuvo cuatro hijos de su primer matrimonio, que acabó en divorcio en el año 1929. Su segunda esposa se suicidó en 1964.

## Obra
- 1922. Der Raum: Ein Beitrag zur Wissenschaftslehre, Kant-Studien, Ergänzungshefte, no. 56. Su tesis doctoral
- 1926. Physikalische Begriffsbildung. Karlsruhe: Braun.
- 1928. Scheinprobleme in der Philosophie (Pseudoproblemas de Filosofía). Berlín: Weltkreis-Verlag.
- 1928. Der Logische Aufbau der Welt. Leipzig: Felix Meiner Verlag. Traducción al inglés de Rolf A. George, 1967. The Logical Structure of the World: Pseudoproblems in Philosophy. University of California Press.
- 1929. Abriss der Logistik, mit besonderer Berücksichtigung der Relationstheorie und ihrer Anwendungen. Springer.
- 1929. Wissenschaftliche Weltauffassung - der Wiener Kreis, Wien: Artur Wolf Verlag. Traducción al castellano: La concepción científica del mundo - El Círculo de Viena, en Otto Neurath, Wissenschaftliche Weltauffassung Sozialismus und Logischer Empirismus, editado por R. Hegselmann, Francfordt del Meno, Suhrkamp, 1995, pp. 81-101. Traducción al castellano completa: La concepción científica del mundo: el Círculo de Viena, en Redes. Revista de Estudios sobre la Ciencia y la Tecnología 18 (2002): 103-149.
- 1934. Logische Syntax der Sprache.
- 1996 (1935). Philosophy and Logical Syntax. Bristol UK: Thoemmes. Extracto.
- 1939, Foundations of Logic and Mathematics en International Encyclopedia of Unified Science, Vol. I, no. 3. University of Chicago Press. En España, Fundamentos de lógica y matemáticas, Taller de Ediciones Josefina Betancor, 1975. ISBN 84-7330-037-8
- 1942. Introduction to Semantics. Harvard Uni. Press.
- 1943. Formalization of Logic. Harvard Uni. Press.
- 1956 (1947). Meaning and Necessity: a Study in Semantics and Modal Logic. University of Chicago Press.
- 1950. Logical Foundations of Probability. University of Chicago Press. Pp. 3-15 online.
- 1950. "Empiricism, Semantics, Ontology", Revue Internationale de Philosophie 4: 20-40.
- 1952. The Continuum of Inductive Methods. University of Chicago Press.
- 1958. Introduction to Symbolic Logic with Applications. Dover.
- 1963, «Intellectual Autobiography» en Schilpp (1963: 1-84). En España, Autobiografía intelectual, 1992, Ediciones Paidós Ibérica, S.A. ISBN 84-7509-806-1
- 1966. Philosophical Foundations of Physics. Martin Gardner, ed. Basic Books. Extracto.
- 1971. Studies in inductive logic and probability, Vol. 1. University of California Press.
- 1977. Two essays on entropy. Shimony, Abner, ed. University of California Press.
- 1980. Studies in inductive logic and probability, Vol. 2. Jeffrey, R. C. ed. University of California Press.
- 1995. Metalógica / Metalogik. Mathesis, XI, Nr. 2, 113-136 / 137-192. (ISSN: 0185-6200)

Bibliografía en línea. En construcción, sin artículos posteriores a 1937. La mayor parte de las publicaciones de Carnap desde 1940 en adelante pueden buscarse a través del índice del filósofo basado en la web, al que están suscritas la mayor parte de las bibliotecas académicas.

## Otras fuentes
- Grattan-Guinness, Ivor, 2000. In Search of Mathematical Roots. Princeton Uni. Press.
- Thomas Mormann, 2000. Rudolf Carnap. Múnich, Beck, 2000.
- Quine, Willard, 1985. The Time of My Life: An Autobiography. MIT Press.
- Richardson, Alan W., 1998. Carnap's construction of the world: the Aufbau and the emergence of logical empiricism. Cambridge Univ. Press.
- Schilpp, P. A., ed., 1963. The Philosophy of Rudolf Carnap. LaSalle IL: Open Court.
- Spohn, Wolfgang, ed., 1991. Erkenntnis Orientated: A Centennial Volume for Rudolf Carnap and Hans Reichenbach. Kluwer Academic Publishers.
- 1991. Logic, Language, and the Structure of Scientific Theories: Proceedings of the Carnap-Reichenbach Centennial, University of Konstanz, 21-24 May 1991. University of Pittsburgh Press.
- 1996. El Círculo de Viena, reconsiderado, Arbor, Nr. 612, Tomo CLV, diciembre de 1996, 7- 147.
- 1998. Wittgenstein y el Círculo de Viena / Wittgenstein und der Wiener Kreis. Ediciones de la Universidad de Castilla-La Mancha, Cuenca.